# Ucrânia do Dniepre
O termo Ucrânia do Dnieprer

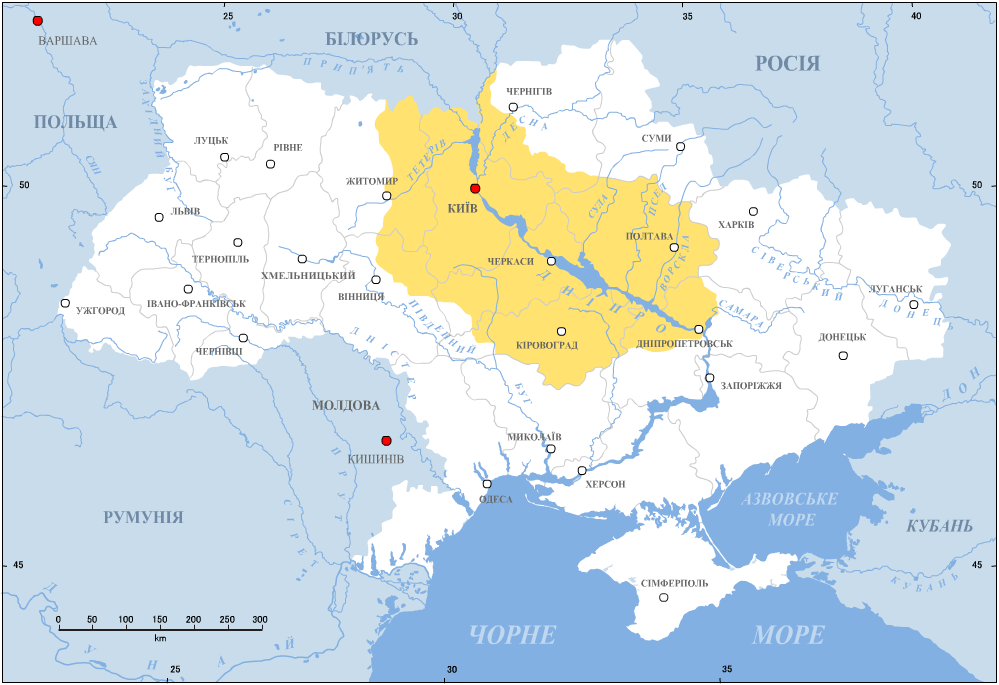
Dnieper Ucrânia.Nos séculos 17 e 18

(em ucraniano:  Наддніпрянщина, Naddnipryanshchyna: "ao longo do rio Dnieper terra"), geralmente refere-se ao território em ambos os lados do médio curso do Rio Dnieper. O ucraniano nome deriva do nad‑ (prefixo: "em cima") + Dnipró ("Dnieper") + ‑shchyna (sufixo que denota uma região geográfica).
O termo Dnieper Ucrânia apareceu logo após as partições da Polônia, quando a Ucrânia como ex-território polaco-lituano Commonwealth tornaram-se dividido entre o Império russo e o Império Austríaco e foi encaminhado para o russo controlado Ucrânia. O termo foi dividida em fases logo após 1939.
Os ucranianos, por vezes, chamá-lo de Grande Ucrânia (Velyka Ukrayina). Historicamente, esta região está intimamente entrelaçada com a história da Ucrânia e é considerado como o coração do país.
O Museu da Arquitetura Popular e o Modo de Vida da Central Naddnipryanshchyna está localizado em Pereiaslave. Este museu ao ar livre contém treze museus temáticos, cento e vinte dois exemplos da arquitetura nacional, e mais de trinta mil histórico-cultural objetos.
Geograficamente, o termo refere-se ao território da Ucrânia ao longo do rio Dnieper.